# Jankes

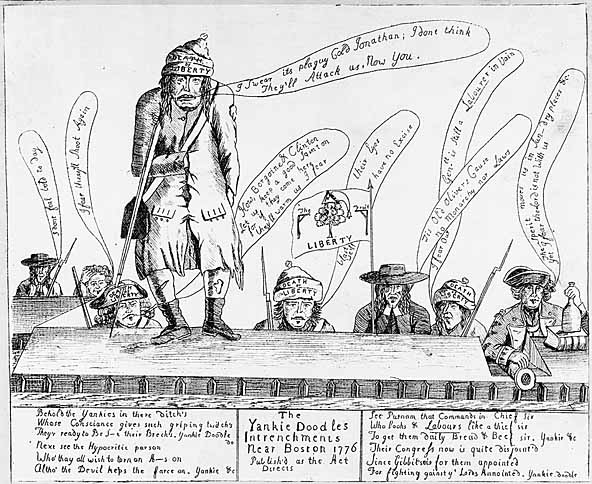
Yankee Doodle – angielska karykatura z 1775

Jankes (ang. Yankee) – posiadające wiele znaczeń określenie Amerykanina. Czasami ma ono zabarwienie negatywne i głównie odnosi się do osób z północnej części Stanów Zjednoczonych.

## Historia
Początkowo określenie to stosowane było wobec mieszkańców Nowej Anglii. Źródłosłów w różnych opracowaniach przedstawiany bywa różnie, m.in. Oxford English Dictionary podaje, że może pochodzić od popularnego holenderskiego imienia „Jan-Kees”. Jest także kilka innych teorii nawiązujących do holenderskich osadników na wschodnim wybrzeżu Ameryki.
Wywodzone bywało także z czirokeskiego słowa eankke – określenia białych osadników, ale później teorię tę językoznawcy odrzucili. Podczas rewolucji amerykańskiej używane przez Brytyjczyków w stosunku do zrewoltowanych Amerykanów w 1775, potem – w czasie i wiele lat po wojnie secesyjnej – przez mieszkańców Konfederacji w stosunku do żołnierzy Unii.
Piosenka „Yankee Doodle” jest hymnem stanu Connecticut.

## W innych krajach
Tę sekcję należy dopracować:

przedstawiono sytuację tylko z japońskiej perspektywy – sekcja powinna być przekrojowa.
Pomóż ją poprawić. 

### Japonia

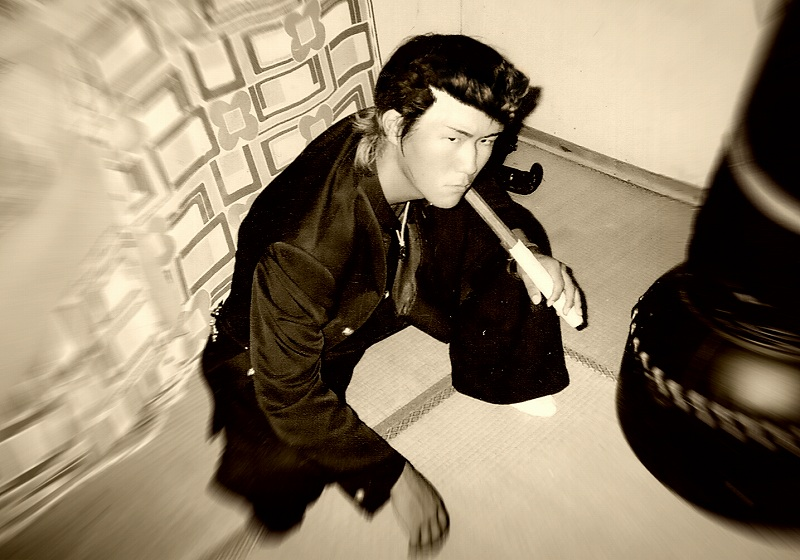
Yankī z lat 90.

Pod koniec XIX wieku Japończycy byli nazywani „Jankesami Wschodu”, chwaląc ich pracowitość i dążenie do modernizacji. W Japonii termin yankī (jap. ヤンキー) jest używany od końca lat 70. XX wieku w odniesieniu do rodzaju przestępczej młodzieży.